# Gusztyn (gmina)
Gusztyn – dawna gmina wiejska w powiecie borszczowskim województwa tarnopolskiego II Rzeczypospolitej. Siedzibą gminy był Gusztyn.

## Historia
Gminę utworzono 1 sierpnia 1934 r. w ramach reformy na podstawie ustawy scaleniowej z dotychczasowych gmin wiejskich: Burdiakowce, Cygany, Dębówka, Gusztyn, Łosiacz i Zbrzyź. Zbrzyź był odcięty od reszty gminy pasmem powiatu kopyczynieckiego, należącego do gminy Sidorów (do gromady Siekierzyńce), a połączenie z powatem borszczowskim biegło na bardzo małym odcinku z miastem Skała Podolska.
18 marca 1938 przyznano marszałkowi Edwardowi Śmigłemu-Rydzowi honorowe obywatelstwo gminy.
Od września 1939 do lipca 1941 gmina znajdowała się pod okupacją ZSRR, a 1 sierpnia 1941 weszła w skład Generalnego Gubernatorstwa i nowo utworzonego dystryktu Galicja, gdzie jednocześnie została zniesiona przez włączenie do nowo utworzonej gminy Skała Podolska w powiecie czortkowskim (Kreishauptmannschaft Czortków).
Po II wojnie światowej obszar dawnej gminy znalazł się w ZSRR.